# Piario
Piario – miejscowość i gmina we Włoszech, w regionie Lombardia, w prowincji Bergamo.
Według danych na styczeń 2009 gminę zamieszkiwało 1090 osób przy gęstości zaludnienia 736,5 os./1 km².